# 티베트뒤쥐
티베트뒤쥐(Sorex thibetanus)는 땃쥐과에 속하는 포유류의 일종이다. 중국에서 발견된다.